# Nîmes
Nîmes (occitansk: Nimes) er en by og kommune i det sydlige Frankrig; den er hovedby (préfecture) i departementet Gard. Byen huser mange historiske seværdigheder, heraf mange fra den romerske periode, så den er et populært turistmål. Det moderne navn stammer fra latin, Nemausus.

## Historie
Længe inden den romerske erobring af det keltiske Gallien var Nîmes en betydningsfuld lokalitet, og der er fundet spor efter beboelse fra neolitiske(ca. 4000 f.Kr.).
Omkring 600 f.Kr. blev der anlagt et keltisk oppidum (på Mt. Cavalier i den moderne by); denne befæstning var byens kerne til romerne erobrede Provence i 121 f.Kr. og anlagde en koloni i 50 f.Kr. Den hed Colonia Augusta Nemausus og var til Julius Cæsars veteraner fra det egyptiske felttog.
Byen blev med omkring 60.000 indbyggere en af de største og vigtigste i det romerske Gallien bl.a. som hovedstad i provinsen Gallia Narbonensis.
Nîmes var en rig by til det 3. årh. e.Kr., hvor Romerriget begyndte at lide under stadigt hyppigere invasioner fra nabofolkeslag, og den blev flere gange plyndret af burgundiske, osthrogotiske og vandalske hære. Efterhånden som den romerske kontrol over de vestlige provinser forsvandt, mistede byerne også deres betydning, befolkningstallet faldt, og bygningerne forfaldt. I 8. årh. e.Kr. kom hele det sydlige Gallien inklusiv Nîmes under frankisk kontrol. Byens nye administration installerede sig i de gamle ruiner. Det betød, at de blev bevaret for eftertiden. Langsomt begyndte byen at genvinde sin tabte rigdom under den relative fred, frankerne bragte med sig.
I 12. årh. kom byen direkte under den franske trone, men middelalderen var generelt en urolig tid for hele området, og gennem både 14. og 15. årh. oplevede Provence en nærmest endeløs række af invasioner, som totalt ødelagde økonomien for byen og bragte hungersnød med sig. Nîmes blev et af de franske protestanters støttepunkter, og befolkningen blev derfor udsat for både undertrykkelse fra officiel side og uroligheder mellem de forskellige fraktioner indtil midten af 17. årh.
 Herefter oplevede byen en lang periode med fremgang, befolkningstallet steg fra ca. 21.000 til 50.000, beboelseskvarterer blev saneret, industrien ekspanderede, og en ny domkirke blev bygget. Mange af de antikke bygninger blev bragt tilbage til deres oprindelige udseende, og mange af byens øvrige markante bygninger blev opført.

## Andet
- Nîmes er historisk kendt for sin tekstilproduktion, særligt for denim (Serge de Nîmes), som bliver brugt til cowboybukser.
- Nîmes er hjemsted for fodboldklubben Nîmes Olympique.

## Seværdigheder
I Nîmes findes flere særdeles velbevarede romerske levn:
- Det ellipseformede amfiteater, som stadig anvendes til den provençalske udgave af tyrefægtning.
- Templet Maison Carrée fra 19 f.Kr. som regnes for at være det bedst bevarede romerske tempel
- Akvædukten Pont du Gard som findes lige udenfor byen
- Tour Magne som er resterne af et romersk fæstningstårn på Mt. Cavalier.
- Dele af den gamle bymur og de beplantede boulevarder langs hele bymuren.

Nyere seværdigheder:
- Domkirken Saint Castor, som ifølge traditionen ligger, hvor templet for Augustus lå. Den er bygget både i romansk og gotisk stil. (Billeder af katedralen:www.andygilham.com,www.nimausensis.com 1 og www.nimausensis.com 2

I moderne tid har flere berømte arkitekter opført bygninger i Nîmes:
- Norman Fosters Carré d'art fra 1986, som er kunstmuseum og mediatek over for det antikke Maison Carrée.
- Jean Nouvels Nemausus er et postmoderne boligkompleks.
- Kisho Kurokawa som har tegnet en bygning i samme ellipseform som amfiteatret.

## Eksterne links
- Wikimedia Commons har flere filer relateret til Nîmes
- Nîmes – officiel byportal